# 洛迪 (新澤西州)
洛迪（英語：Lodi）是位於美國新澤西州伯根縣的自治市鎮。

## 人口
根據2020年美國人口普查的數據，洛迪的面積為5.93平方千米，當中陸地面積為5.89平方千米，而水域面積為0.04平方千米。當地共有人口26207人，而人口密度為每平方千米4,419人。